# Dryopteris porosa
Dryopteris porosa är en träjonväxtart som beskrevs av Ren-Chang Ching. Dryopteris porosa ingår i släktet Dryopteris och familjen Dryopteridaceae. Inga underarter finns listade.